# Ctenoplectra antinorii
Ctenoplectra antinorii är en biart som beskrevs av Giovanni Gribodo 1884.
Ctenoplectra antinorii ingår i släktet Ctenoplectra och familjen långtungebin. Inga underarter finns listade i Catalogue of Life.